# Veitch Point
Veitch Point är en udde i Antarktis. Den ligger i Sydorkneyöarna. Argentina och Storbritannien gör anspråk på området.
Terrängen inåt land är kuperad åt nordost, men åt sydväst är den platt. Havet är nära Veitch Point västerut. Trakten är obefolkad. Det finns inga samhällen i närheten. 